# Simon Bisley
Simon Bisley (nascut el 4 de març de 1962), també conegut com a Biz, és un dibuixant de còmics britànic conegut pels seus dibuixos a ABC Warriors, Lobo i Sláine, sobretot als anys 90 del segle xx. Al seu estil, basat en pintures, acrílics, tintes i varis altres mitjans, s'hi reconeixen influències de Frank Frazetta, Bill Sienkiewicz, Gustav Klimt, Salvador Dalí, Egon Schiele, i Richard Corben.

## Premis
- 1989: "Favourite Artist UK" als Eagle Awards

- 1992:[2]
  - Premi Eisner al Millor Artista per Judgement on Gotham
  - Nominat al Premi Eisner al Millor Il·lustrador de portades per Judgement on Gotham i Doom Patrol
  - Nominat a la "Millor Novela Gràfica de nova publicació als Estats Units" per Judgement on Gotham, amb Alan Grant i John Wagner

- 1993:[3]
  - Nominat al premi Eisner per Millor Il·lustrador de portades per Grendel: War Child, Terminator i Enemy Within
  - Nominat a "Millor pintor (Interior)", per "Lair of the Lizard Ladies" a Mr. Monster Attacks #3